# Bernard Sobel
Pour les articles homonymes, voir Sobel.
Bernard Sobel, né Bernard Rothstein, est un metteur en scène de théâtre et un réalisateur de télévision français né le 10 janvier 1936 à Paris.

## Biographie

### Famille, jeunesse, études
Fils de commerçants juifs ashkénazes de Ménilmontant, Bernard Rothstein fréquente le lycée Voltaire, où, au début des années 1950, il suit les cours d'un professeur de lettres passionné de cinéma, Henri Agel, qui est chargé de préparer les élèves au concours d'entrée à l'Institut des hautes études cinématographiques (IDHEC).
Il entame des études d'allemand et, titulaire de la licence, obtient en 1957 une bourse pour poursuivre ses études à Berlin. Il y découvre le prestigieux Berliner Ensemble, dirigé depuis la mort de Bertolt Brecht par sa veuve, Hélène Weigel, et devient l'assistant de certains des metteurs en scène qui y travaillent. C'est dans ce cadre qu'il signe son premier spectacle, avec L'Exception et la Règle. À Berlin également il rencontre Erika Schegel, qui deviendra sa femme et jouera dans ses premiers spectacles français.

### Retour à Paris
De retour à Paris en 1960, il collabore avec Jean Vilar à la mise en scène de La Résistible Ascension d'Arturo Ui au TNP. La même année, à Saint-Denis, il met en scène avec un collectif de comédiens amateurs et en collaboration avec Jacques Roussillon (à qui vient d'être confiée la direction du Théâtre Gérard-Philipe), trois pièces qu'il a vu travailler au Berliner Ensemble : Grand-peur et misère du IIIe Reich, Les Fusils de la mère Carrar et Du millet pour la VIIIe armée.

### Gennevilliers
En 1963, il fonde, avec le même collectif d'amateurs, l’Ensemble théâtral de Gennevilliers (ETG), qui donne ses représentations dans la vaste salle des fêtes de l'avenue des Grésillons. C'est alors qu'il prend le pseudonyme de Sobel, qui est le patronyme de sa mère. Entre 1964 et 1970, il met en scène 14 pièces, dont de nombreuses créations en France, mais aucun « classique » français. La plupart de ces mises en scène sont co-signées par Jean Dufour, qui sera l'administrateur du théâtre jusqu'à sa mort en 1988.
La première création « professionnelle » a lieu en 1970 avec Homme pour homme de Brecht.
Espace de création, de réflexion sur les implications de l'acte théâtral dans la cité (les premiers spectacles se jouent parfois hors de l'enceinte théâtrale), l'ETG est le tremplin de metteurs en scène de renom, comme Patrice Chéreau, Jacques Lassalle ou Bruno Bayen.
En 1983, l'ETG bénéficie du statut de Centre dramatique national et prend le nom de Théâtre de Gennevilliers.
Sobel entretient avec Brecht un dialogue assidu : Têtes rondes et têtes pointues en 1973, La Chute de l’égoïste Johann Fatzer, avec Philippe Clévenot, en 1981, mais aussi La Bonne Âme du Se-Tchouan, en 1990, avec Sandrine Bonnaire et, en 1991, La Mère d'après Gorki (avec Maria Casarès).
En 2003, avec la collaboration de la ville de Gennevilliers, il crée l’Université populaire des Hauts-de-Seine, « lieu d’imagination, de formation, d’apprentissage à l’exercice de la pensée critique », proposant des cours et des conférences ouverts à tous.
Il quitte le théâtre de Gennevilliers en 2006, après y avoir assuré la mise en scène d'une cinquantaine de spectacles. Il crée alors la Compagnie Bernard Sobel, avec laquelle il a présenté plus d'une dizaine de spectacles dans divers lieux théâtraux.

### Autres activités
En 1974, il fonde, avec Max Denes, la revue bimestrielle Théâtre/Public, qui ouvre ses pages aux réflexions et débats que suscitent la fonction du « théâtre ».
En 1978, il travaille à l'établissement de la version française du film-fleuve de Hans-Jürgen Syberberg, Hitler, un film d'Allemagne : la traduction complète du texte ayant été assurée par François Rey, celui-ci réalise les sous-titres des parties dites à l'image, tandis que Sobel se charge du doublage des voix off.
Dans le cadre du théâtre musical d'Avignon, Bernard Sobel a mis en scène Le Pavillon au bord de la rivière du dramaturge chinois Guan Hanqing (musique de Betsy Jolas), Mario et le magicien d'après Thomas Mann (musique de Jean-Bernard Dartigolles), Va et vient et Pas moi (textes de Beckett et musique de Heinz Holliger) ; Le Cyclope d'Euripide (opéra de Betsy Jolas).
Dans le registre lyrique, il a, en outre, assuré la mise en scène du Porteur d'eau de Cherubini à l'Opéra-Comique, en 1980 et en 1992. En 1993 et 1994, il monte au théâtre du Châtelet Il prigioniero, opéra de Luigi Dallapiccola et Les Voyages de Monsieur Brouček de Leoš Janáček. Il signe également les mises en scène de L'Affaire Makropoulos, de Janáček (Opéra du Rhin) et du Couronnement de Poppée, de Monteverdi, sous la direction de William Christie en 2005 à l'opéra de Lyon.
Bernard Sobel est également réalisateur de télévision. On lui doit un certain nombre de documentaires, des fictions dramatiques, ou encore les adaptations pour le petit écran de plusieurs spectacles de Patrice Chéreau, dont Lulu et Wozzeck d'Alban Berg ; d'Ariane Mnouchkine pour Mephisto et L'Indiade ; de Klaus Michael Grüber avec Bérénice. Son travail, très personnel, ne consiste pas à « capter » par caméra un spectacle, mais à le réinventer, à lui donner une nouvelle approche. Il en est de même avec ses propres mises en scène théâtrales (Edouard II).
Depuis cinquante ans, il a pour principale collaboratrice Michèle Raoul-Davis, qui a travaillé comme dramaturge, traductrice et assistante à la plupart de ses spectacles français.

### Engagement politique
Membre du Parti communiste français depuis sa première jeunesse et conseiller municipal de Gennevilliers à partir de 1983, il a soutenu le Front de gauche aux élections européennes de 2009.

### Vie privée
Il habite à Paris avec sa femme, artiste Annie Lambert. Ensemble ils ont deux fils, Vincent et Daniel.

## Décoration
- Commandeur de l'ordre des Arts et des Lettres (2006)[7]

## Filmographie

### Comme réalisateur pour la télévision
- 1965 : En votre âme et conscience, épisode : La canne à épée de  Marcel Cravenne (assistant réalisateur)
- 1966 : En votre âme et conscience, épisode : Le Crime de Sezegnin de  Pierre Nivollet (assistant réalisateur)
- 1969 : Les Eaux mêlées de Jean Kerchbron (assistant réalisateur)
- 1973 : Jeppe des collines de Ludvig Holberg
- 1975 : Mourir pour Copernic
- 1979 : Lulu opéra d'Alban Berg, adaptation de la mise en scène de Patrice Chéreau à l'Opéra Garnier
- 1980 : Marie, pièce d'Isaac Babel
- 1981 : Peer Gynt d'Henrik Ibsen
- 1982 : Edward II de Christopher Marlowe, adaptation de sa propre mise en scène à Gennevilliers avec Philippe Clévenot, Bertrand Bonvoisin et Hélène Vincent
- 1985 : Lucio Silla opéra de Mozart, adaptation de la mise en scène de Patrice Chéreau au Théâtre des Amandiers, avec Lella Cuberli (en) et Martine Dupuy
- 1987 : Bérénice de Jean Racine, adaptation de la mise en scène de Klaus Michael Grüber à la Comédie-Française, avec Ludmila Mikaël, Richard Fontana, Marcel Bozonnet et Roland Bertin
- 1989 : L'Indiade ou l'Inde de leur rêve
- 1990 : La Bonne Âme du Se-Tchouan de Bertolt Brecht
- 1990 : L'Orestie d'Eschyle pour FR3 - avec le Théâtre de Gennevilliers

### Comme scénariste
- 1972 : Albert Einstein
- 1973 : Jeppe des collines
- 1975 : Mourir pour Copernic

### Comme acteur
- 1976 : Moi, Pierre Rivière, ayant égorgé ma mère, ma sœur et mon frère... de René Allio, d'après le livre de Michel Foucault
- 1994 : Jeanne la Pucelle de Jacques Rivette, Les Batailles : Pierre de Versailles

## Théâtre

### Metteur en scène

#### 1960-1969
- 1964 : Tanker Nebraska, de Herb Tank[8]
- 1964 : Antigone, de Bertolt Brecht
- 1965 : La Farce du poulier (anonyme)
- 1966 : La Farce de Maître Pathelin (anonyme)
- 1966 : Cœur ardent, d’Alexandre Ostrovski[8]
- 1966 : Ruzzante revient de guerre, de Angelo Beolco
- 1966 : Viêt Nam une résistance héréditaire (montage)
- 1966 : L'Exception et la Règle, de Bertolt Brecht
- 1967 : Jeppe de la montagne, de Ludwig Holberg
- 1967 : Enquête pour un fait divers, de Claude Prin[8]
- 1967 : Première de cavalerie, de Vsevolod Vichnevski[8]
- 1968 : Du millet pour la VIIIe armée, de Loo Ding, Chang Fan, Shu Nan[8]
- 1969 : L'Opéra du gueux, de John Gay

#### 1970-1979
- 1970 : Philoctète, de Heiner Müller[8]
- 1970 : California Story, de Hanns Eisler et Ernst Ottwald[8]
- 1970 : Homme pour homme, de Bertolt Brecht
- 1971 : Le Candidat, de Gustave Flaubert[8]
- 1971 : Timon d'Athènes, de William Shakespeare
- 1972 : Madame Legros, de Heinrich Mann[8]
- 1972 : Les Libérateurs et Le Cadeau de Lebert Bethune, Festival d'Avignon
- 1973 : Têtes rondes et têtes pointues, de Bertolt Brecht[8]
- 1973 : Dom Juan, de Molière
- 1974 : La Tempête, de William Shakespeare
- 1975 : Le Précepteur, de Jakob Lenz
- 1975 : Marie, d'Isaac Babel
- 1975 : Le Pavillon au bord de la rivière, de Kuan Han Chin, musique Betsy Jolas, Festival d'Avignon
- 1975 : Pépé Gustave voit rouge, d'Ivan Vanesco, Festival d'Avignon
- 1976 : Le Juif de Malte, de Christopher Marlowe
- 1977 : Les Paysans, d'après Honoré de Balzac
- 1978 : Maximilien Robespierre, de Bernard Chartreux et Jean Jourdheuil
- 1978 : Dom Juan, de Molière, Théâtre de Bâle
- 1978 : Tartuffe, de Molière, Théâtre de Bâle
- 1979 : Mario et le Magicien, d'après Thomas Mann, musique Jean-Bernard Dartigolles, Festival d'Avignon, Festival d'automne à Paris

#### 1980-1989
- 1980 : Le Porteur d'eau ou les deux journées, de Luigi Cherubini, Opéra-Comique
- 1980 : Va et Vient et Pas Moi, de Samuel Beckett, Festival d'Avignon
- 1981 : Edouard II, de Christopher Marlowe, Nouveau théâtre de Nice
- 1981 : La Chute de l'égoïste Johann Fatzer, de Bertolt Brecht
- 1982 : L'Eléphant d'or, d'Alexandre Kopkov, Festival d'Avignon
- 1983 : Coriolan, de William Shakespeare, avec la Comédie-Française
- 1983 : Marie Stuart, de Friedrich Schiller, Comédie-Française Festival d'Avignon
- 1984 : La Cruche cassée, de Heinrich von Kleist
- 1984 : Philoctète, de Heiner Müller
- 1984 : Entre chien et loup ou La Véritable Histoire d'Ah Q, de Christoph Hein
- 1985 : L'École des femmes, de Molière
- 1985 : Nathan der Weise, de Gotthold Ephraim Lessing, Berlin
- 1986 : Le Cyclope, d'Euripide, opéra Betsy Jolas, Festival d'Avignon, Théâtre national de Chaillot
- 1986 : La Ville, de Paul Claudel, Théâtre Nanterre-Amandiers
- 1986 : La Charrue et les étoiles, de Sean O'Casey
- 1987 : Nathan le Sage, de Gotthold Ephraim Lessing
- 1987 : Le Roi Lear, de William Shakespeare, Théâtre de Zurich
- 1988 : Hécube, d'Euripide
- 1988 : Les Amis font le philosophe, de Jacob Lenz, mise en scène avec Michèle Raoul, Festival d'Avignon
- 1989 : La Forêt, d’Alexandre Ostrovski
- 1989 : Les Tu et Toi ou la parfaite égalité, de Louis Dorvigny

#### 1990-1999
- 1990 : La Bonne Âme du Se-Tchouan, de Bertolt Brecht
- 1990 : Tartuffe, de Molière
- 1990 : Vie et Mort du Roi Jean de William Shakespeare
- 1991 : Vie de la révolutionnaire Pélagie Vlassova de Tver (La Mère), de Bertolt Brecht
- 1992 : Le Porteur d'eau, de Luigi Cherubini, Opéra-Comique
- 1992 : Il Prigioniero, opéra de Luigi Dallapiccola, direction musicale Esa-Pekka Salonen, Théâtre du Châtelet
- 1992 : Vie et Mort du Roi Jean, de William Shakespeare
- 1993 : Marie, d'Isaac Babel
- 1993 : Cache-cache avec la mort[9]de Mikhail Volokhov[9]
- 1993 : Threepenny Lear, de William Shakespeare
- 1994 : Les Géants de la montagne de Luigi Pirandello
- 1994 : Les Excursions de Monsieur Broucek et L'Affaire Makropoulos, opéras de Leoš Janáček, Opéra du Rhin Strasbourg, Teatro Nacional de São Carlos Lisbonne
- 1995 : Cœur ardent, d'Alexandre Ostrovski
- 1996 : Napoléon ou les Cent-Jours, de Christian Dietrich Grabbe, Weimar, Berlin
- 1996 : Blindekuh (Cache-cache avec la mort)[9], de Mikhail Volokhov[9] Bochum. Armin Rohde
- 1997 : Zakat, d'Isaac Babel
- 1997 : Des perles aux cochons, de Richard Foreman
- 1997 : Les Nègres, de Jean Genet
- 1998 : La Tragédie optimiste, de Vsevolod Vichnevski
- 1999 : La Fameuse Tragédie du riche juif de Malte, de Christopher Marlowe
- 1999 : Couvre-feu, de Roney Brett, mise en scène avec Michèle Raoul

#### 2000-2009
- 2000 : Manque (Crave), de Sarah Kane, mise en scène avec Michèle Raoul
- 2000 : Bad Boy Nietzsche, de Richard Foreman, mise en scène avec Michèle Raoul
- 2000 : Le Mandat, de Nikolaï Erdman
- 2001 : L'Otage, de Paul Claudel
- 2001 : Ubu roi, d'Alfred Jarry, Festival d’Avignon
- 2002 : En attendant Godot, de Samuel Beckett
- 2002 : Le Pain dur, de Paul Claudel
- 2003 : Innocents coupables, d’Alexandre Ostrovski
- 2003 : Et qui pourrait tout raconter ? d'après Les Sept contre Thèbes d'Eschyle et Le Seigneur Guan va au banquet de Guan Hanqing
- 2004 : Un homme est un homme, de Bertolt Brecht, création Festival d’Avignon
- 2005 : Le Couronnement de Poppée, de Claudio Monteverdi, direction William Christie, Opéra de Lyon
- 2005 : La Duchesse d'Amalfi, de John Webster
- 2005 : Troïlus et Cressida, de William Shakespeare
- 2006 : Don, mécènes et adorateurs, d’Alexandre Ostrovski
- 2007 : Sauvée par une coquette et Le Rêve du papillon, de Guan Hanqing
- 2007 : Le Mendiant ou La mort de Zand, de Iouri Olecha, Théâtre national de la Colline
- 2008 : Sainte Jeanne des abattoirs, de Bertolt Brecht, MC93 Bobigny
- 2009 : La Pierre, de Marius von Mayenburg, Théâtre Dijon-Bourgogne

#### 2010-2019
- 2010 : La Pierre, de Marius von Mayenburg, Théâtre national de la Colline, Théâtre du Nord
- 2010 : Cymbeline, de William Shakespeare, MC93 Bobigny
- 2010 : Amphitryon, de Heinrich von Kleist, MC93 Bobigny
- 2011 : L'Homme inutile ou La Conspiration des sentiments, de Iouri Olecha, Théâtre national de la Colline
- 2013 : Hannibal de Christian Dietrich Grabbe, Théâtre de Gennevilliers
- 2015 : La Fameuse Tragédie du riche Juif de Malte de Christopher Marlowe, Théâtre de l'Épée de Bois
- 2016 : Duc de Gothland, de Christian Dietrich Grabbe, Théâtre de l'Épée de Bois
- 2018 : Les Bacchantes, d'Euripide , Théâtre de l'Épée de Bois
- 2018 : Nathan le Sage, de Gotthold Ephraim Lessing, Théâtre du Soleil

### Captation vidéo
- Cache-cache avec la mort de Mikhail Volokhov ; mise en scène de Bernard Sobel ; avec Denis Lavant et Hugues Quester